# Лінійка (екіпаж)

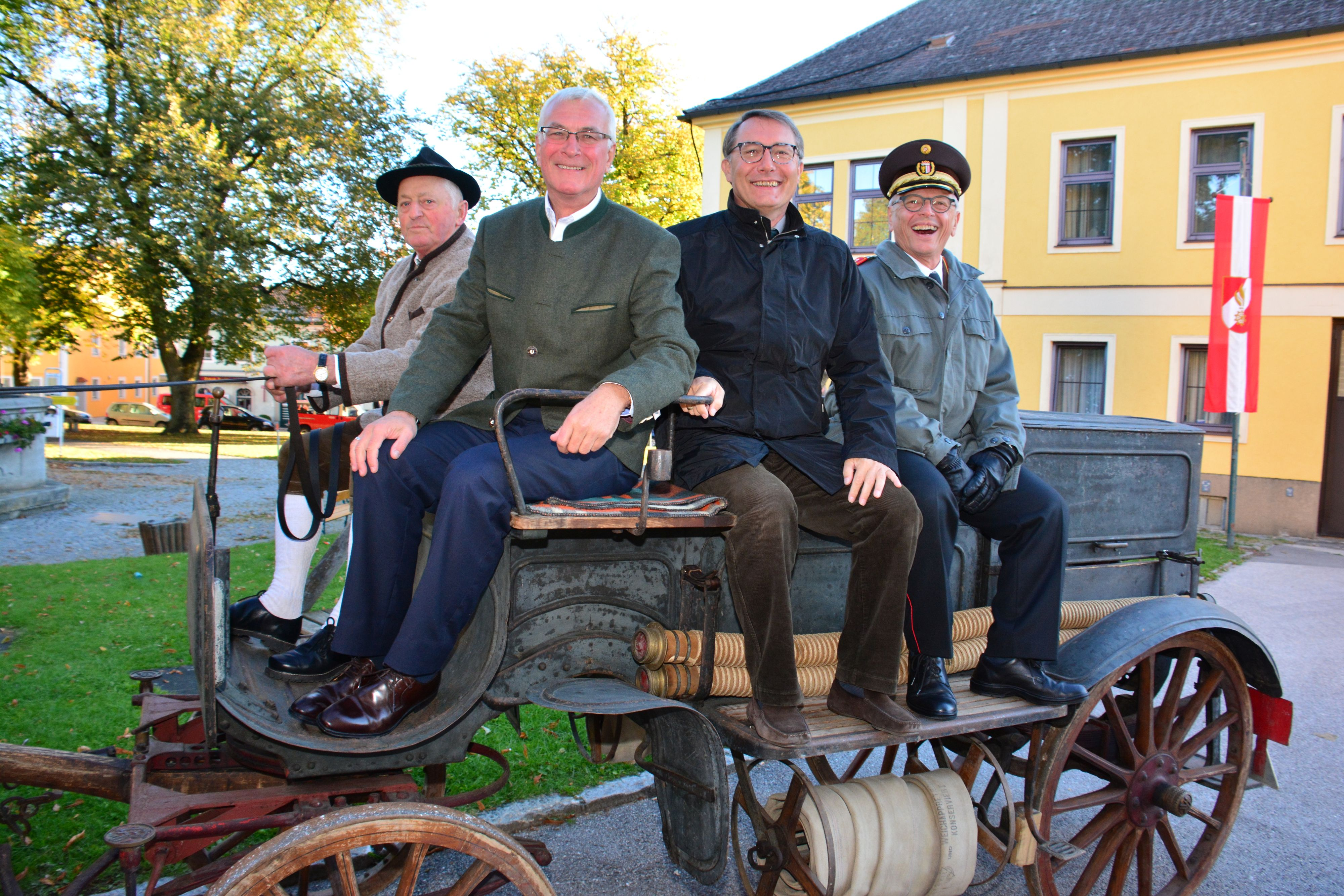
Пожежна лінійка, Австрія.

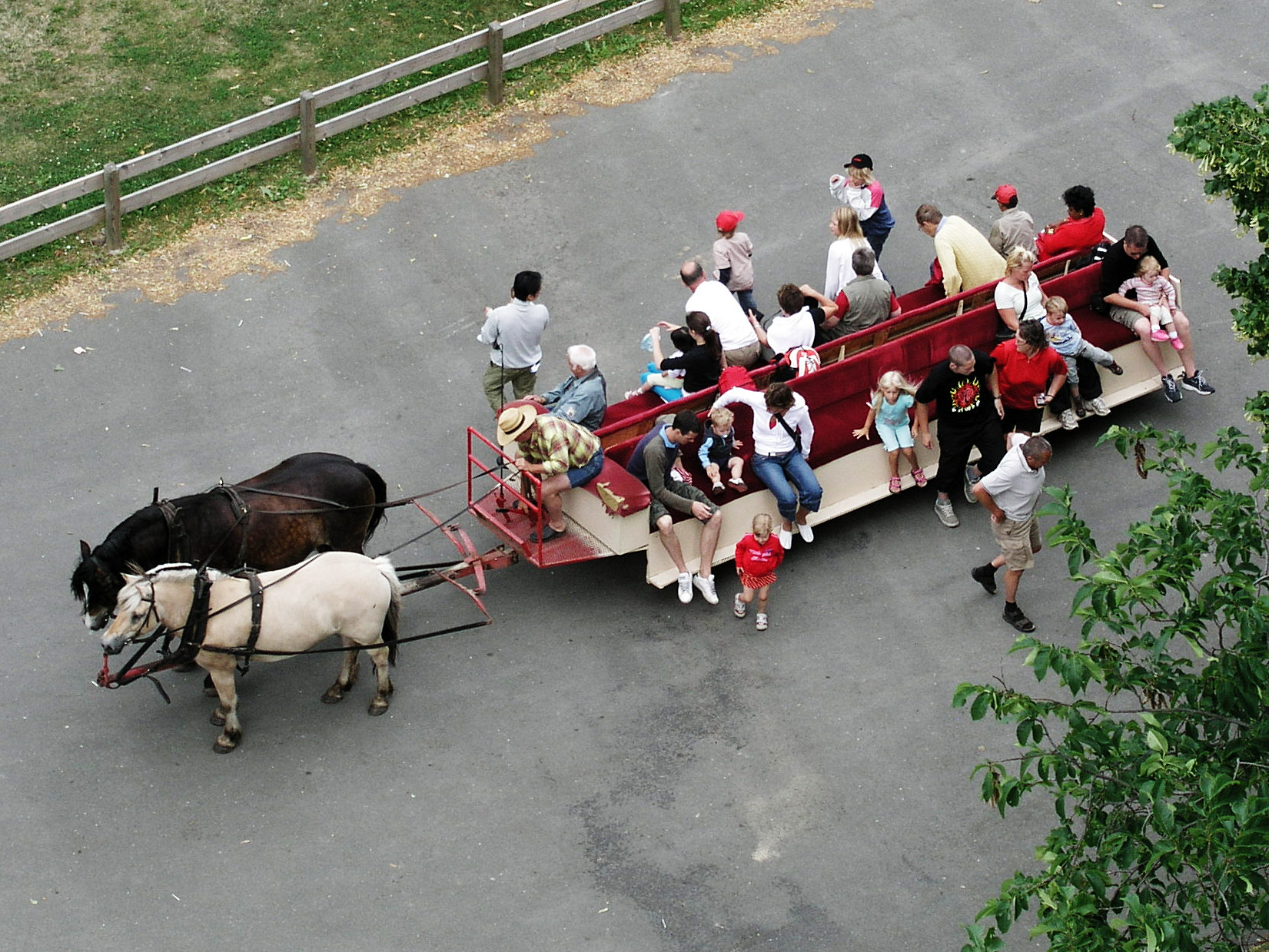
Туристи на лінійці. Швеція.

Ліні́йка — старовинний кінний екіпаж чи легкий візок на багато місць, у якому сидять боком до напряму руху. Мав чотири колеса, кузов опирався прямо на осі чи поперечні ресори. Пасажири розміщалися боком до напрямку руху на двох поздовжніх лавах, встановлених спинками одна до однієї. Лінійки використовувалися в XIX — початку XX століття, наприклад, вживалися управителями або економами при об'їжджанні полів, а також пожежниками.
Ранні пожежні автомобілі називалися «автолінійками», оскільки своїм виглядом і способом розміщення обслуги нагадували кінні пожежні лінійки.